# Gunung Kakisaid
Gunung Kakisaid är en kulle i Indonesien.   Den ligger i provinsen Aceh, i den västra delen av landet, 1 700 km nordväst om huvudstaden Jakarta. Toppen på Gunung Kakisaid är 260 meter över havet.
Terrängen runt Gunung Kakisaid är kuperad norrut, men söderut är den platt. Terrängen runt Gunung Kakisaid sluttar söderut. Runt Gunung Kakisaid är det glesbefolkat, med 19 invånare per kvadratkilometer. I omgivningarna runt Gunung Kakisaid växer i huvudsak städsegrön lövskog.